# Saemundssonia chathamensis
Saemundssonia chathamensis är en insektsart som beskrevs av Günter Timmermann 1977. Saemundssonia chathamensis ingår i släktet Saemundssonia och familjen fjäderlöss. Inga underarter finns listade i Catalogue of Life.